# San Pietro Val Lemina
San Pietro Val Lemina is een gemeente in de Italiaanse provincie Turijn (regio Piëmont) en telt 1494 inwoners (31-12-2004). De oppervlakte bedraagt 12,4 km², de bevolkingsdichtheid is 120 inwoners per km².

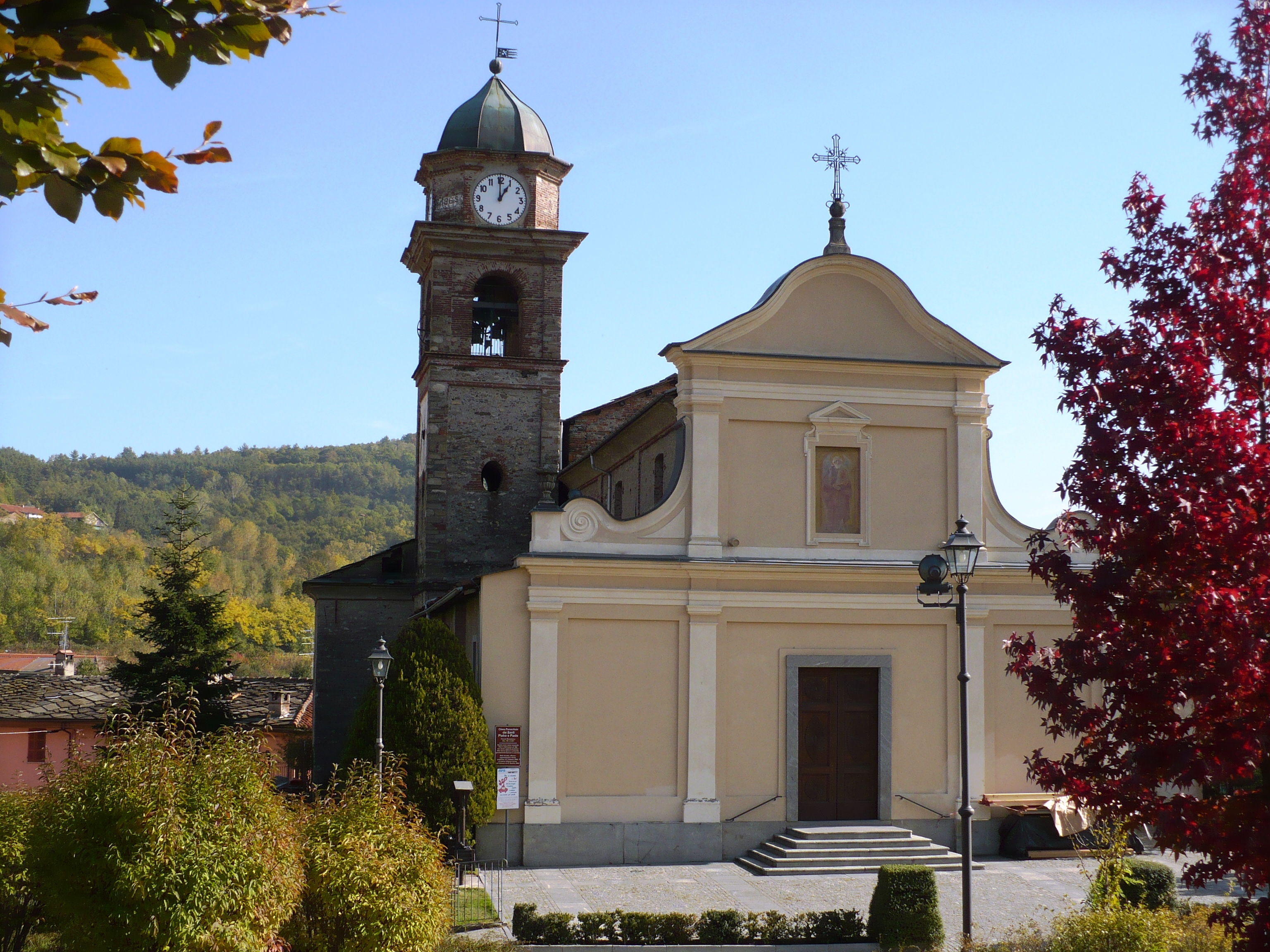
Parochiekerk
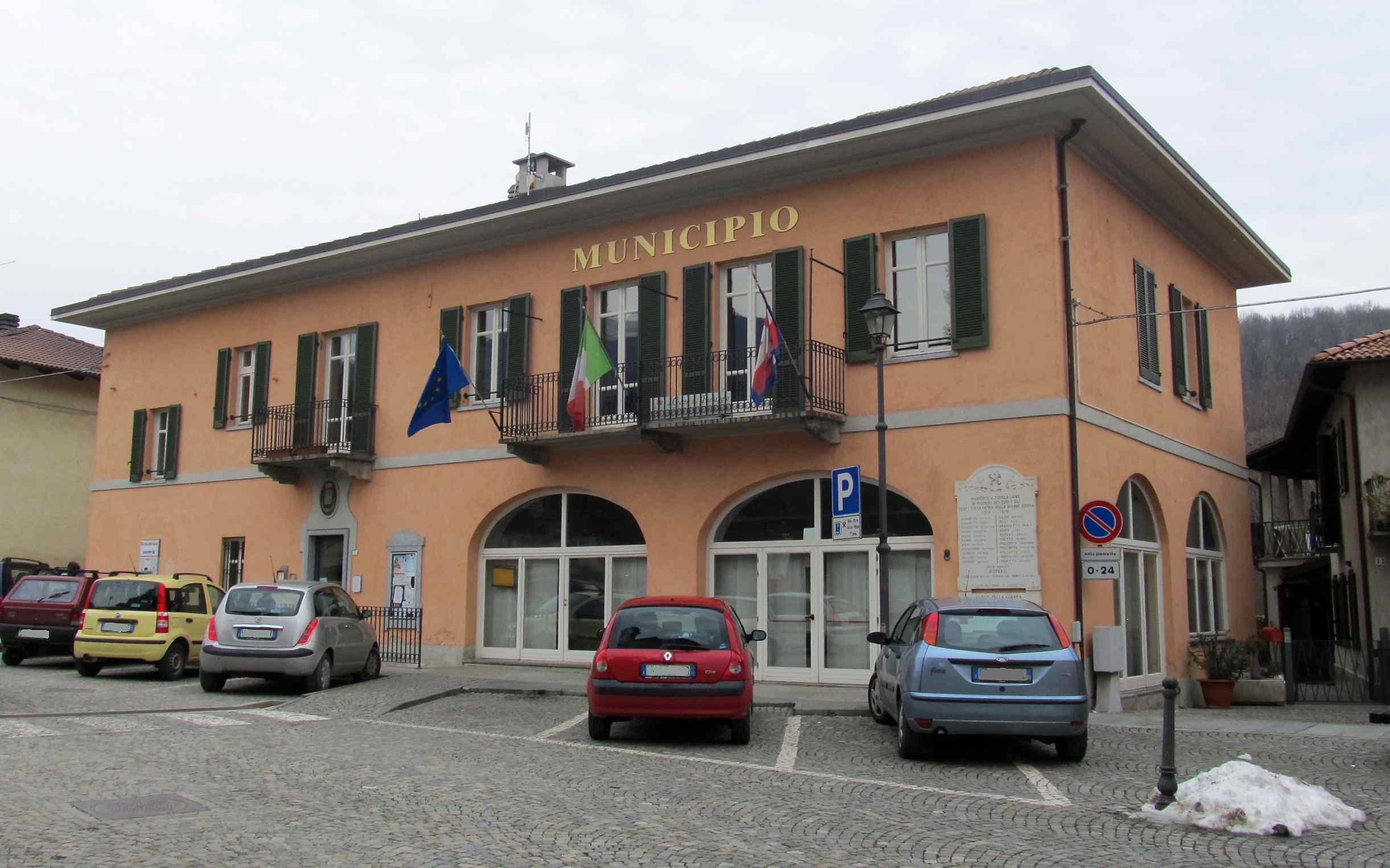
Gemeentehuis

## Demografie
San Pietro Val Lemina telt ongeveer 661 huishoudens. Het aantal inwoners steeg in de periode 1991-2001 met 12,7% volgens cijfers uit de tienjaarlijkse volkstellingen van ISTAT.
| Jaar | Inwoneraantal |
| ---- | ------------- |
| 1991 | 1310          |
| 2001 | 1477          |

## Geografie
De gemeente ligt op ongeveer 451 m boven zeeniveau.
San Pietro Val Lemina grenst aan de volgende gemeenten: Pinasca, Pinerolo, Villar Perosa, Porte.